# Alfons Tracki

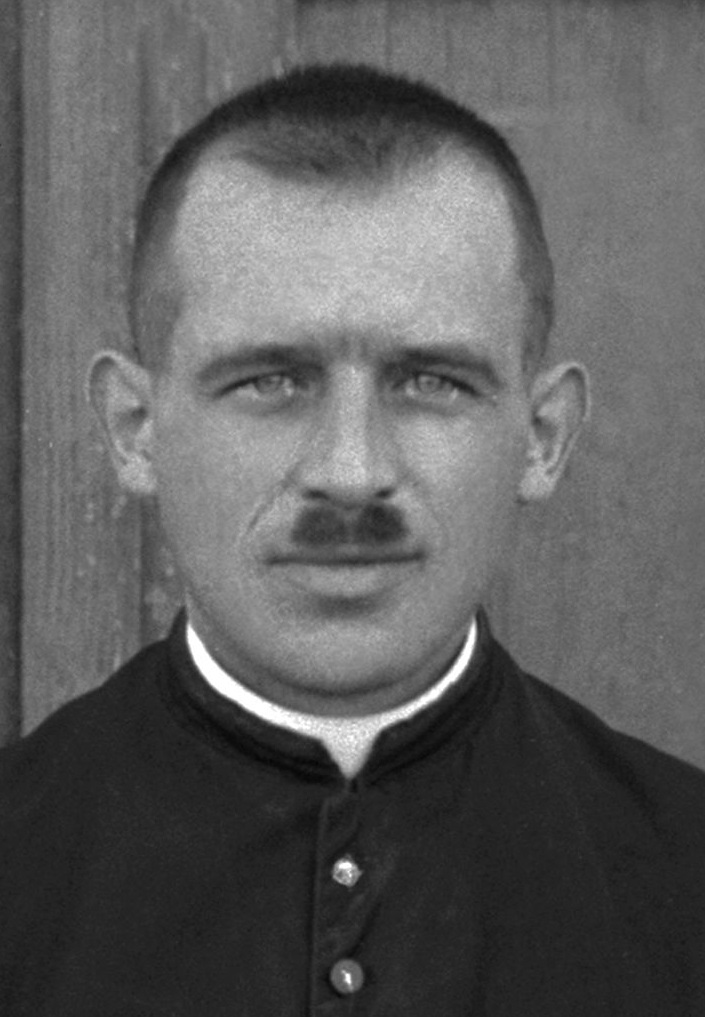
Alfons Tracki

Alfons Tracki (* 2. Dezember 1896 in Bleischwitz, Kreis Leobschütz, Provinz Schlesien; † 18. Juli 1946 in Shkodra) war ein deutscher katholischer Priester, der in Albanien wirkte und dort während der Religionenverfolgung des kommunistischen Regimes ermordet wurde. Er ist einer der Achtunddreißig Märtyrer von Albanien der Römisch-katholischen Kirche.

## Leben
Alfons Tracki, Sohn von Josef Tracki und Martha geb. Schramm, wuchs mit drei Geschwistern in seinem oberschlesischen Geburtsort auf. Als Schüler kam er in Kontakt mit den Christlichen Schulbrüdern. Erst 14-jährig bat er beim zuständigen Provinzial in Wien um Aufnahme in die Gemeinschaft. Nach der Noviziatszeit wurde er am 16. August 1913 eingekleidet und erhielt den Ordensnamen Gebhard, nach dem hl. Gebhard von Konstanz. Noch vor Ausbruch des Ersten Weltkriegs wurde er nach Albanien entsandt und unterrichtete u. a. Sport am Franz-Xaver-Kolleg in Shkodra.
Während des Kriegs kehrte er in seine Heimat zurück und leistete den zweijährigen Wehrdienst. Ebenfalls in den Kriegsjahren legte er in mehreren Stufen die Ordensgelübde ab. Nach Kriegsende kehrte er nach Shkodra zurück und nahm das Philosophie- und Theologiestudium auf, um Priester zu werden. Die Priesterweihe empfing er am 14. Juni 1925 durch den Erzbischof von Shkodra Lazër Mjeda.
Tracki wurde Kaplan an der Kathedrale St. Stefan in Shkodra. Er gründete die katholische Jugendorganisation Viribus unitis („Mit vereinten Kräften“). Nach der Kaplanszeit wurde er Pfarrer in Velipoja.
Den Widerstand gegen die italienische und deutsche Besatzungsmacht führten in Albanien kommunistische Partisanen unter Enver Hoxha, die gegen vermeintliche Kollaborateure unnachsichtig vorgingen. Katholiken standen von vornherein unter diesem Verdacht. Viele versteckten sich vor den neuen Machthabern in den Bergen. Als Tracki einem tödlich verwundeten jungen Mann die Sterbesakramente spendete, wurde er festgenommen und am 13. Februar 1946 in Shkodra inhaftiert. Am 17. Juli wurde er wegen der verbotenen priesterlichen Amtshandlung zum Tod verurteilt und am folgenden Tag erschossen.

## Erinnerungen
Als Lehrer kam er mit vielen Menschen und mit einer Reihe der späteren Märtyrer von Albanien in Kontakt. Der Verfasser eines der wichtigsten Werke über die Verfolgung der Katholiken im kommunistischen Albanien, Konrrad Gjolaj OFM („Çinaret“), gibt als erste Erläuterung zur eigenen Person – nach dem Geburtsdatum – an, dass er ein Schüler Trackis war.
Der spätere Parlamentspräsident Pjetër Arbnori schrieb: „Der Verlust meines Lehrers hatte mein Herz […] schwer getroffen.“ Tracki habe sich nie mit Politik beschäftigt und so fließend Albanisch gesprochen, dass ihn jeder für einen Albaner hielt. Es sei ein „außerordentlicher Mann“ gewesen von „äußerer Strenge“, hinter der er ein „wunderbares Herz und tiefe menschliche Gefühle versteckt“ habe.
Die katholische Kirche hat Alfons Tracki als Glaubenszeugen in das deutsche Martyrologium des 20. Jahrhunderts aufgenommen.

## Seligsprechungsverfahren
Die Seligsprechung von Alfons Tracki und 37 weiteren Märtyrern, darunter als zweiter Deutscher Josef Marxen, fand am 5. November 2016 in Shkodra statt. Der Präfekt der Kongregation für die Selig- und Heiligsprechungsverfahren, Kardinal Angelo Amato, leitete im Auftrag von Papst Franziskus die Feierlichkeiten.